# Вироджений розподіл
В математиці, вироджений розподіл — розподіл ймовірностей дискретної випадкової величини. Приклади включають двосторонню монету і обертання гральної кості, сторони якої показують певні числа. Поки цей розподіл з'являється випадково в буденному значенні слова, це задовольняє означенню випадкової величини.
Вироджений розподіл визначається в точці k0 на дійсній осі. Функція маси імовірності передається так:
{\displaystyle f(k;k_{0})=\left\{{\begin{matrix}1,&{\mbox{ if }}k=k_{0}\\0,&{\mbox{ if }}k\neq k_{0}\end{matrix}}\right.}
Ймовірна розподільча функція виродженого розподілу є тоді:
{\displaystyle F(k;k_{0})=\left\{{\begin{matrix}1,&{\mbox{ if }}k\geq k_{0}\\0,&{\mbox{ if }}k<k_{0}\end{matrix}}\right.}

## Постійна випадкова величина
В теорії імовірності постійна випадкова величина — дискретна випадкова величина, яка приймає постійне значення, незважаючи на інші події, які відбуваються.